# 克雷杜克山

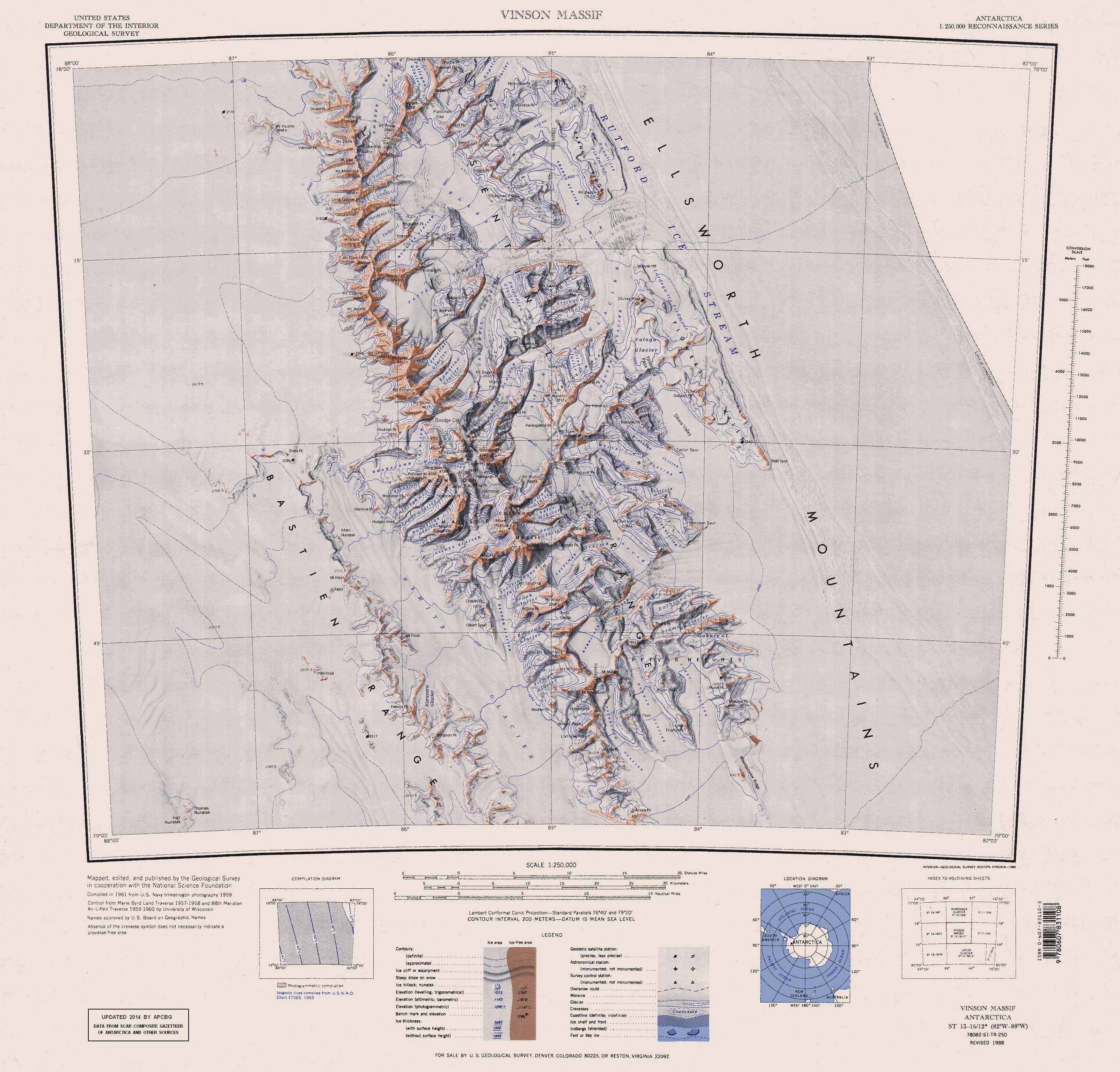

78°38′S 85°12′W / 78.633°S 85.200°W
克雷杜克山（英語：Mount Craddock）是南極洲的山峰，位於埃爾斯沃思地，屬於森蒂納爾嶺的一部分，海拔高度4,368米，人類在1992年1月首次登頂，現時由南極條約體系管理。